# Mijaíl Barclay de Tolly
Mijaíl Barclay de Tolly, conocido en Rusia con el nombre de príncipe Mijaíl Bogdánovich Barclay de Tolly (en ruso: Михаи́л Богда́нович Баркла́й-де-То́лли), fue un militar ruso, que alcanzó el grado de mariscal, nacido el 27 de diciembre de 1761 en Luhde Grosshof, en la región de Livonia, en una familia originaria de Escocia, y fallecido el 26 de mayo de 1818 en Insterburgo, en Prusia Oriental (hoy en el óblast de Kaliningrado). Igualmente, fue ministro de guerra del país.

## Carrera militar
Hijo de un pastor religioso de Livonia, a los 14 años de edad se dedicó a la carrera militar en el Ejército Imperial Ruso, obteniendo rápidos ascensos. Su reputación militar data de 1807. Barclay de Tolly comenzó a cimentar su reputación con una atrevida empresa, ya que en 1809, penetró en Suecia atravesando sobre el hielo el golfo de Botnia. En 1809, el zar Alejandro I de Rusia lo nombró gobernador general de Finlandia. Un año más tarde, fue designado ministro de la Guerra, conservando el cargo hasta 1813.
General de Infantería en 1809 y ministro de la Guerra en 1810; mandó en 1812 el primer ejército de Occidente, dirigiendo en 1812 la campaña contra Napoleón Bonaparte. Se le atribuye la creación de la táctica de la política de tierra quemada, consistente en atraer a los franceses al corazón de Rusia para hacerles morir de frío, hambre y enfermedades, durante la Invasión Napoleónica de Rusia.
Siendo el general en jefe al comienzo de la campaña, no se atrevió a enfrentarse con Napoleón y retrocedió para evitar la batalla. Por ello fue reemplazado por el general Kutúzov, viéndose obligado así a servir a las órdenes de aquellos a quienes antes había mandado. Ello no redujo la calidad de sus servicios durante la campaña, demostrada especialmente en la batalla de Borodinó.
Tras la derrota de las tropas francesas en la campaña de Rusia, Mijaíl Barclay de Tolly tuvo destacado papel en una campaña propagandística dirigida hacia los soldados extranjeros al servicio de Napoleón, cuyo objetivo era esencialmente el de lograr el cambio definitivo de campo de Prusia y del Imperio austriaco, hasta ese momento aliados nominales del emperador francés Napoleón I.
Reemplazado una vez más al frente de las tropas rusas en 1813, tras la batalla de Bautzen, en la que mandaba al 3.º ejército ruso,  derrotó a Vandamme en la batalla de Kulm (hoy Chlumec, en Bohemia). Denunció el 27 de julio el cese del armisticio.
Contribuyó notablemente a la victoria en la batalla de Leipzig, por lo que el emperador Alejandro I de Rusia le otorgó el título de conde.
Penetró en Francia, donde sus tropas libraron encarnizados combates; se encontraba al mando de la Guardia Imperial de Rusia,  recibiendo la capitulación de París el 30 de marzo de 1814.
Como recompensa por sus servicios, fue nombrado mariscal de campo. Se dirigió hacia Varsovia en julio, volviendo de nuevo al Rin tras el 20 de marzo de 1815. Durante la segunda invasión, estableció su cuartel general en Châlons-sur-Marne, recibiendo además el título de príncipe.
Falleció el 26 de mayo de 1818 en Insterburgo (actualmente Cherniajovsk), en Prusia Oriental, cuando se dirigía a tomar las aguas a Karlovy Vary (Carlsbad en alemán), en Bohemia.